# Triple 9
Triple 9 är en amerikansk actionthriller från 2016 i regi av John Hillcoat. I filmen medverkar bland andra Casey Affleck, Chiwetel Ejiofor, Anthony Mackie, Aaron Paul, Woody Harrelson och Kate Winslet. Triple 9 hade biopremiär i USA 26 februari 2016, Sverigepremiär 18 mars samma år. 
Producent till filmen är bland andra Anthony Katagas, en av producenterna som tog emot Oscarvinsten för Bästa film för 12 Years a Slave. En annan producent är Christopher Woodrow, han var även exekutiv producent för Birdman och Hacksaw Ridge. En av filmens exekutiva producenter är Steve Golin, som var en av producenterna som tog emot Oscarvinsten för Bästa film för Spotlight.

## Handling
I Atlanta, Georgia tvingar den hänsynslösa ryska maffian ledd av Irina Vlaslov ett gäng kriminella, bestående av brottslingarna Michael Atwood, Russell Welch och Russells lillebror Gabe och de korrupta poliserna Marcus Belmont och Franco Rodriguez, att utföra vad som verkar vara en omöjlig kupp. Om kuppen lyckas, trots att gänget inte har några garantier för att de får den betalning som de blev lovade, kommer den inspärrade rysk-judiska maffiabossen och Irina Vlaslovs make Vasilij att befrias.
Gänget kommer att i princip åka fast direkt när de slår till och måste därför göra en avledande manöver som uppehåller polisen tillräckligt länge för att de ska lyckas genomföra kuppen. De kommer fram till att den perfekta avledningen är att iscensätta en "999" - brottskod för "polisman skjuten" - där med andra ord en polis ska dö. Via den korrupta polisen Marcus Belmont finner gänget sitt lockbete: den nybakade polisen Chris Allen, Marcus nya partner och kriminalkommissarie Jeffrey Allens systerson.

## Rollista
| Casey Affleck       | – Chris Allen                              |
| Chiwetel Ejiofor    | – Michael "Mike" Atwood                    |
| Anthony Mackie      | – Marcus Belmont                           |
| Aaron Paul          | – Gabriel "Gabe" Welch                     |
| Woody Harrelson     | – kriminalkommissarie Jeffrey "Jeff" Allen |
| Kate Winslet        | – Irina Vlaslov                            |
| Clifton Collins Jr. | – Franco Rodriguez                         |
| Norman Reedus       | – Russell Welch                            |
| Teresa Palmer       | – Michelle Allen                           |
| Michael K. Williams | – Sweet Pea                                |
| Gal Gadot           | – Elena Vlaslov                            |
| Michelle Ang        | – Trina Ling                               |
| Terence Rosemore    | – Joshua Parks                             |
| E. Roger Mitchell   | – Smith                                    |
| Luis Da Silva       | – Luis Pinto                               |
| Carlos Alcaine      | – Fernando "Termite" Rivera                |
| Terri Abney         | – Leah Green                               |
| Blake McLennan      | – Felix Atwood                             |
| Igor Komar          | – Vasilij Vlaslov                          |

## Om filmen
Det var tänkt att Shia LaBeouf skulle spela huvudrollen i Triple 9, men han drog sig ur och ersattes av Charlie Hunnam. I december 2013 byttes huvudrollen igen när Charlie Hunnam också drog sig ur och ersattes av Casey Affleck som blev den officiella huvudrollsinnehavaren. I augusti 2013 var det tänkt att Christoph Waltz och Cate Blanchett skulle spela kommissarie Jeffrey Allen respektive Irina Vlaslov innan de båda drog sig ur och ersattes av Woody Harrelson och Kate Winslet.

## Mottagande
Triple 9 blev en ekonomisk besvikelse eftersom intäkterna blev knappt 6 miljoner dollar. Filmen fick blandad kritik. På Rotten Tomatoes har den ett betyg på 53%, baserad på 177 recensioner, och ett genomsnittsbetyg på 5,7 av 10. På Metacritic har den genomsnittsbetyget 52 av 100, baserad på 41 recensioner. På CinemaScore fick filmen betyget C+ på en skala från A+ till F.
Tom Huddleston på tidningen Time Out gav filmen fyra av fem stjärnor, jämförde den positivt med Michael Manns film Heat (1995) och prisade dess ensemble. Justin Chang på veckotidningen Variety gav den däremot mindre positiv kritik men prisade filmens actionscener. Ian Freer på Empire gav filmen tre av fem stjärnor. Han berömde skådespelarnas prestationer men kritiserade manuset och andra halvan av filmen. Oliver Lyttelton på IndieWire prisade Anthony Mackies prestation och filmens foto, men kritiserade filmens berättande. Alonso Duralde på TheWrap beskrev inte filmen bara som dålig, utan beskrev den som fruktansvärd. Han kritiserade manuset och filmens tredje akt.